# Vincenzo Spinelli di Scalea
Vincenzo Spinelli, principe di Scalea, (Napoli, 19 aprile 1806 – Napoli, 31 dicembre 1878), è stato un politico italiano.

## Biografia
Era pronipote del filosofo Francesco Maria.